# リリアン・コープランド
リリアン・コープランド (Lillian Copeland、1904年11月25日- 1964年7月7日)は、アメリカ合衆国の陸上競技選手。1928年アムステルダムオリンピックにおいてはじめて実施された女子陸上競技の円盤投に出場し銀メダルを獲得。翌1932年ロサンゼルスオリンピックでは金メダルを獲得し、2大会連続の表彰台となった。

## 経歴
コープランドはポーランドからの移民の子としてニューヨークで誕生した。幼い頃に父親を亡くしている。母親が再婚した後、家族はロサンゼルスに転居した。10代の頃から、砲丸投と円盤投に才能を発揮し、1931年法律を学ぶため南カリフォルニア大学に入学する。
コープランドは、AAU(全米体育協会)選手権の砲丸投において1924年から1928年及び1931年と優勝。1926，1927年には円盤投で優勝。さらに、1926年、1931年はやり投で優勝と投てき種目ですばらしい成績を残している。また、やり投で1926年から27年にかけて3回の世界新記録を樹立している。
1928年アムステルダムオリンピックには円盤投に出場しポーランドのハリナ・コノパッカに次ぎ銀メダルを獲得。4年後の彼女の地元で行われたロサンゼルスオリンピックでは、円盤投で金メダルを獲得。このときはアメリカで金銀銅を独占した。
オリンピックの後、コープランドは競技から離れるが、ユダヤ人であった彼女は1935年のマカビア競技会に出場し、投てき3種目で優勝する。その後競技から引退し、ロサンゼルス郡の警察署に勤務した。